# SN10 Álvaro Alberto
L'Alvaro Alberto è il primo sottomarino d'attacco a propulsione nucleare costruito dalla compagnia navale statale brasiliana ICN. Il progetto fa parte di una partnership strategica siglata tra Francia e Brasile che comprende anche il trasferimento completo di tecnologia e il supporto per la costruzione di quattro sottomarini allungati a propulsione convenzionale della classe Scorpène. Il sottomarino prende il nome dall'ex viceammiraglio e scienziato della Marina brasiliana Álvaro Alberto da Motta e Silva, responsabile dell'attuazione del programma nucleare brasiliano.

## Storia
Il progetto del sottomarino nucleare della Marina risale agli anni '70, quando si decise che il Brasile avrebbe dovuto ottenere i tre processi vitali prima di iniziare la costruzione di un sottomarino nucleare: la padronanza del ciclo del combustibile nucleare, lo sviluppo di un moderno scafo sottomarino e infine lo sviluppo di un reattore nucleare nazionale per scopi navali..
L'inizio del progetto per la padronanza del ciclo del combustibile nucleare avvenne nel 1979 e nel 1982 gli scienziati ottennero il loro primo risultato adottando la tecnica dell'ultracentrifugazione per l'arricchimento e conoscendo la tecnologia dell'esafluoruro. In questo modo i ricercatori del progetto hanno ottenuto l'arricchimento isotopico dell'uranio con centrifughe costruite interamente in Brasile e, nell'arco di circa 20 anni, il Paese ha acquisito il ciclo completo del combustibile nucleare ed è stato in grado di avviare la costruzione del reattore nucleare navale.

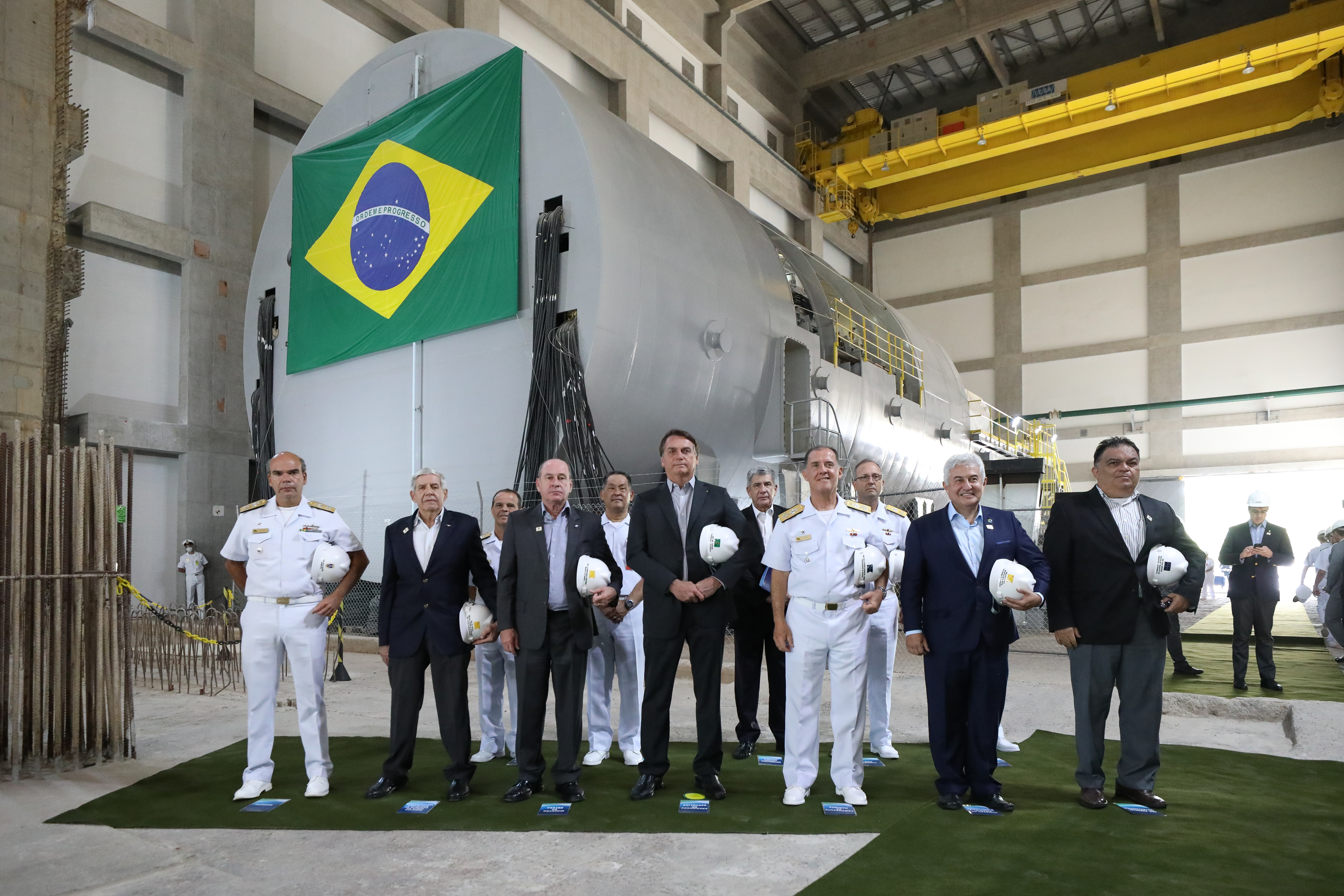
Il prototipo a terra del reattore sottomarino (LABGENE) nel 2020

Nel 2008, il Brasile ha acquistato dalla Francia quattro sottomarini a propulsione convenzionale Classe Scorpène in una transazione da 10 miliardi di dollari, con un accordo di trasferimento tecnologico completo, consegnando al Paese il know-how per la progettazione e la costruzione di moderni scafi sottomarini. Il progetto è stato avviato nel 2012 attraverso il Programma di sviluppo dei sottomarini (PROSUB), con la base di Madeira Island a Rio de Janeiro come punto di sviluppo e produzione dei sottomarini; il primo sottomarino brasiliano della classe Scorpène, Riachuelo, è stato varato nel 2018. 
Un gruppo di ingegneri, ufficiali e funzionari, ha ricevuto una formazione teorica dalla DCNS a Cherbourg e, nel 2018, più di 400 ingegneri brasiliani hanno lavorato nello staff del progetto del sottomarino nucleare, originariamente formato dal gruppo che ha ricevuto la formazione in Francia. La propulsione nucleare del sottomarino, tuttavia, è stata sviluppata dal Paese stesso.

## Politica nucleare del Brasile
Dagli anni '90 il Paese ha adottato una politica di non utilizzo di armi nucleari. Tuttavia, gli esperti del Los Alamos National Laboratory hanno concluso che il Brasile ha sviluppato la capacità tecnologica di impiegare armi nucleari e che, se l'attuale politica del Paese in materia di armi nucleari dovesse cambiare, potrebbe produrre uranio altamente arricchito utilizzando centrifughe per armi nucleari. Il Paese ha invece scelto di lavorare allo sviluppo di una flotta di sottomarini nucleari e il Bulletin of the Atomic Scientists ha descritto il Brasile come "l'unico Stato non dotato di armi nucleari in procinto di lanciare un sottomarino a propulsione nucleare". Carlo Patti, autore di Brazil in the Global Nuclear Order, ha dichiarato a The Economist che la ricerca nucleare del Brasile ha posto il Paese sulla soglia tra essere uno Stato nucleare e non esserlo. 
Secondo gli esperti, questa politica ha reso il Brasile indipendente nel campo della tecnologia nucleare e gli ha permesso di "mantenere la sua reputazione internazionale di potenza responsabile tra le istituzioni di non proliferazione nucleare"..

## Caratteristiche
L'Alvaro Alberto presenta molte analogie con il suo predecessore convenzionale della classe Scorpène. Il primo sottomarino nucleare brasiliano avrà una trave di 9,8 m (32 piedi) per ospitare il reattore ad acqua pressurizzata (PWR), una lunghezza di 100 m e un dislocamento di 6.000 tonnellate, sarà alimentato da un sistema di propulsione completamente elettrico da 48 MW (64.000 CV).